# Chloridolum indentatum
Chloridolum indentatum là một loài bọ cánh cứng trong họ Cerambycidae.